# Ổ bụng
Ổ bụng là một khoang cơ thể người và nhiều động vật khác trong đó chứa nhiều cơ quan. Nó nằm dưới khoang ngực và phía trên khung chậu. Giới hạn trên hình mái vòm là cơ hoành - một cơ mỏng nằm dưới phổi, và giới hạn dưới là lỗ vào khung chậu mở vào khung chậu.

## Cấu trúc

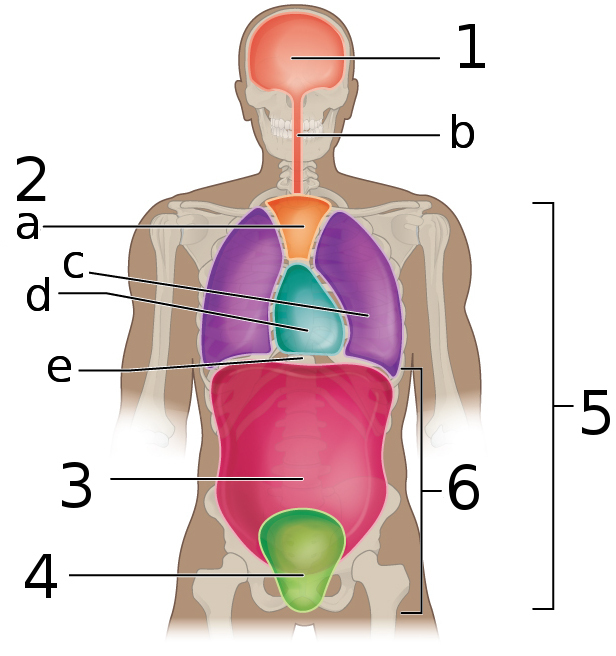
Khoang bụng đánh số 3 trong hình.

Các tạng trong ổ bụng bao gồm dạ dày, gan, túi mật, lách, tụy, ruột, thận, ruột và tuyến thượng thận.

### Phúc mạc
Ổ bụng được lót bằng một lớp màng bảo vệ gọi là phúc mạc. Lót bên trong là phúc mạc thành. Hai thận nằm trong ổ bụng sau phúc mạc. Các tạng cũng được bao phủ phúc mạc tạng.
Giữa phúc mạc thành và phúc mạc tạng là khoang phúc mạc, đó là một khoang ảo. Nó chứa huyết thanh cho phép các tạng chuyển động. Các chuyển động là nhu động của đường tiêu hóa. Tác dụng của việc nối giữa phúc mạc thành và phúc mạc tạng là giúp treo và cố định các tạng trong ổ bụng.

### Mạc treo
Mạc treo là nếp gấp của phúc mạc gắn vào thành bụng rồi đến bao quanh toàn bộ tạng. Chúng được cung cấp một lượng máu phong phú. Ba mạc treo quan trọng nhất là mạc treo ruột non, mạc treo đại tràng ngang, gắn phần sau của đại tràng vào thành bụng và mạc treo đại tràng sigma che phủ đại tràng sigma.

### Mạc nối
Các mạc nối là các nếp gấp đặc biệt của phúc mạc mà bao quanh dây thần kinh, mạch máu, bạch huyết, chất béo và các mô liên kết. Có hai mạc nối. Đầu tiên, là mạc nối lớn treo đại tràng ngang và với bờ cong lớn của dạ dày. Mạc nối bé nối giữa dạ dày và gan.